# Song dực Trung Quốc
Song dực Trung Quốc (danh pháp khoa học: Dipteris chinensis) là một loài dương xỉ trong họ Dipteridaceae. Loài này được Christ mô tả khoa học đầu tiên năm 1904.